# Kutyakötelesség
A Kutyakötelesség 1953-ban bemutatott magyar rajzfilm, amelyet Macskássy Gyula és Fekete Edit rendezett. A forgatókönyvet Bihari Klára írta, a zenéjét Polgár Tibor szerezte. A mozifilm a Magyar Híradó- és Dokumentumfilmgyár színes laboratóriumában készült, a MOKÉP forgalmazásában jelent meg.
A rajzfilmnek mára egyetlen múzeumi példánya maradt fenn, ez a példány is restaurálásra szorul.

## Történet
A történetben egy kiskutya megvédi a baromfiudvar lakóit a rókától. A mese végén az állatok egy nagy velőscsontot ajándékoznak neki. A rajzfilm zenei aláfestéssel fut, a környezeti zajok azonban helyenként hallatszanak és az állatok hangja is hallható (hápogás, morgás, ugatás stb.).

## Alkotók
- Rendezte: Macskássy Gyula, Fekete Edit
- Írta: Bihari Klára, Fekete Edit
- Zenéjét szerezte: Polgár Tibor
- Operatőr: Kozelka Kálmán, Sz. Szilágyi Ildikó
- Tervezte: Csemegi Józsefné, Csermák Tibor, Dargay Attila, Hont-Varsányi Ferenc, Réber László, Várnai György
- Rajzolták: Almássy Katalin, Cseh András, Jedon Erzsébet, Kálmán Ágnes, Király Erzsébet, Kiss Bea, Lewinger Andor, Reményi Mária, Spitzer Kati, Szabó János, Szabó Szabolcs, Temesi Miklós, Török László, Varga István, Vörös Gizella
- Gyártásvezető: Boros Olga

- Kidolgozta a Magyar Filmlaboratórium Vállalat.
- Készítette a Magyar Híradó- és Dokumentumfilmgyár.